# برنامه‌ریزی زیست‌محیطی

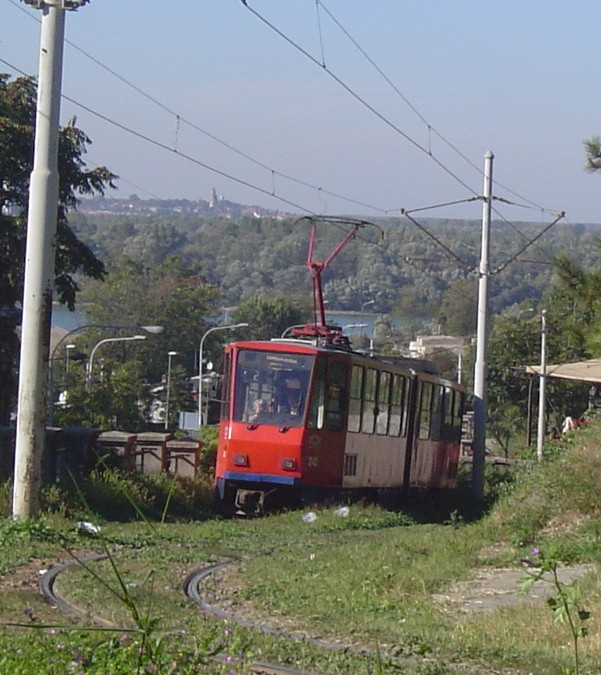
مسیر تراموا با چمن در بلگراد، صربستان

برنامه‌ریزی زیست‌محیطی (به انگلیسی: Environmental planning)، فرایند آسان‌سازی تصمیم‌گیری برای انجام توسعه سرزمین با در نظر گرفتن عوامل محیطی طبیعی، اجتماعی، سیاسی، اقتصادی و حاکمیتی است و چارچوبی جامع برای دستیابی به نتایج پایدار فراهم می‌کند. هدف اصلی برنامه‌ریزی زیست‌محیطی ایجاد جوامع پایدار است که هدف آنها حفظ و حفاظت از زمین‌های توسعه‌نیافته‌است.
برخی عناصر اصلی در برنامه‌ریزی زیست‌محیطی:
- توسعه اجتماعی و اقتصادی
- توسعه شهری
- توسعه منطقه‌ای
- مدیریت منابع طبیعی و کاربری یکپارچه زمین
- سیستم‌های زیرساختی
- چارچوب‌های حاکمیتی

ارزیابی‌های برنامه‌ریزی زیست‌محیطی شامل حوزه‌هایی مانند کاربری زمین، اقتصادی-اجتماعی، حمل‌ونقل، ویژگی‌های اقتصادی و مسکن، آلودگی هوا، آلودگی صوتی، تالاب‌ها، زیستگاه گونه‌های در خطر انقراض، آسیب‌پذیری مناطق سیل‌خیز، فرسایش مناطق ساحلی و مطالعات بصری و غیره است. و از آن به عنوان یک ارزیابی برنامه‌ریزی محیطی یکپارچه یاد می‌شود. این توانایی تجزیه و تحلیل مسائل زیست‌محیطی است که تصمیم‌گیری حیاتی را آسان می‌سازد.